# Brunoniaceae
Brunoniaceae is een botanische naam, voor een familie van tweezaadlobbige planten. Een familie onder deze naam wordt vrij regelmatig erkend door systemen voor plantentaxonomie, maar niet door het APG-systeem (1998) of het APG II-systeem (2003): deze systemen voegen de betreffende planten in bij de familie Goodeniaceae.
In het Cronquist-systeem (1981) is de plaatsing in een orde Campanulales. Het gaat dan om een heel kleine familie van, meestal, één soort, Brunonia australis.